# Купол Библиды
Купол Библиды (лат. Biblis Tholus) — потухший вулкан на Марсе, расположенный по координатам 2°31′ с. ш. 235°37′ в. д. / 2,52° с. ш. 235,62° в. д. Один из двух вулканов, находящихся около центра провинции Фарсида — между Олимпом и горами Фарсида (второй — купол Улисса).
Размеры основания вулкана — примерно 170 × 100 км, а высота от основания — около 3 км. Посредине горы находится кальдера — патера Библиды (лат. Biblis Patera). Возможно, она образовалась в результате «схлопывания» магматической камеры во время извержения вулкана. Её диаметр — 54 км, а глубина — 4 км.

## Название
Кальдера купола Библиды — патера Библиды (лат. Biblis Patera) — получила название раньше самого вулкана: оно было утверждено Международным астрономическим союзом в 1973 году. Вулкану было присвоено название Biblis Tholus только в 2007. Эти детали рельефа унаследовали имя детали альбедо Biblis Fons, открытой в ходе наземных наблюдений ещё в XIX веке.

## Галерея

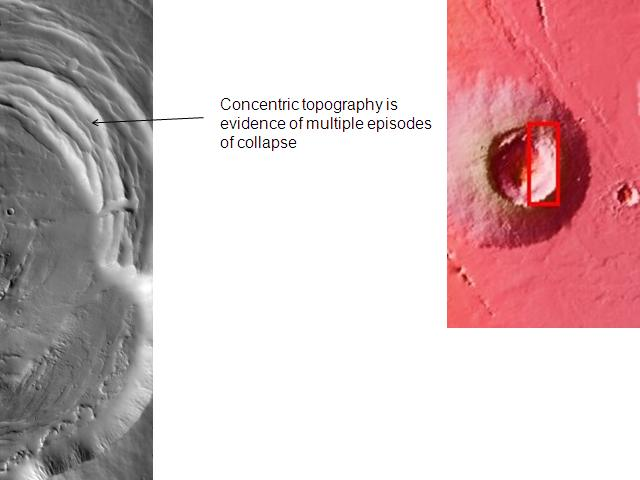
Крупный план патеры Библиды, снятый орбитальным аппаратом «Марс Одиссей». Судя по краям кратера, было несколько эпизодов «схлопывания» магматической камеры
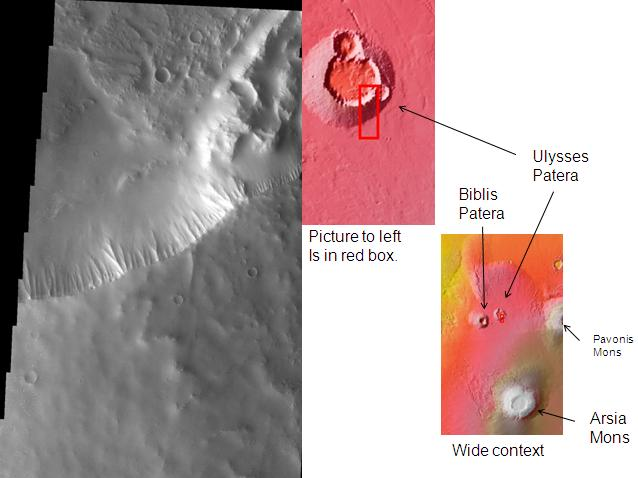
Относительное расположение купола Улисса и других вулканов. Снимок сделан орбитальным аппаратом THEMIS
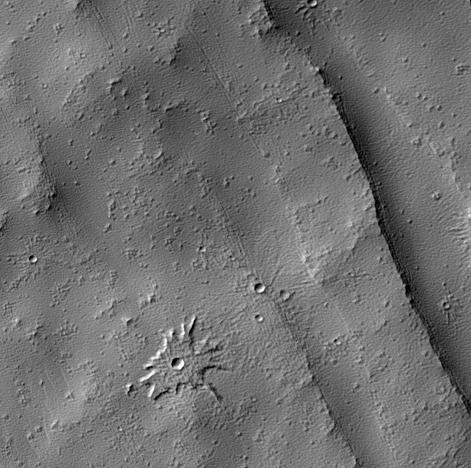
Маленький ударный кратер с пьедесталом на склоне купола Библиды. Снимок камеры HiRISE
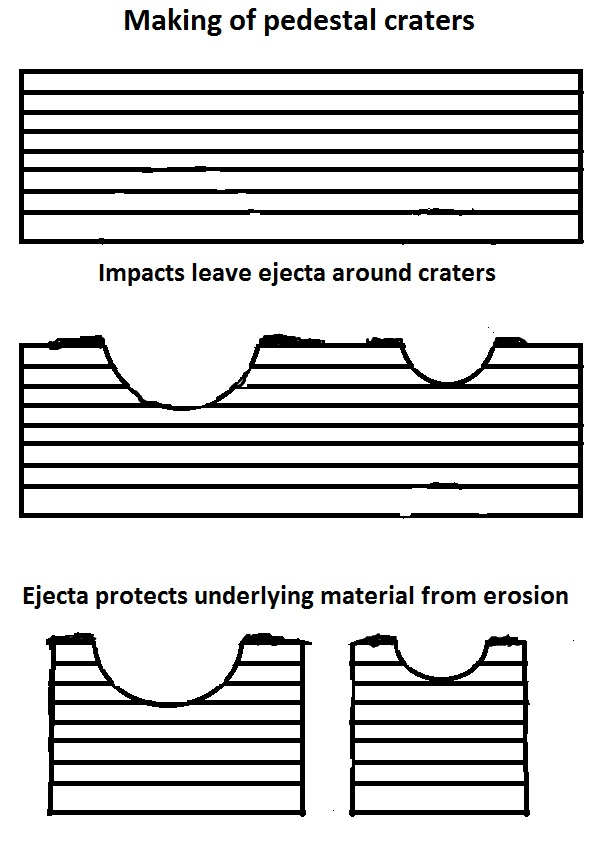
Пьедестал кратера образуется тогда, когда выбросы защищают лежащие ниже слои грунта от эрозии. В результате кратер начинает возвышаться над своим окружением
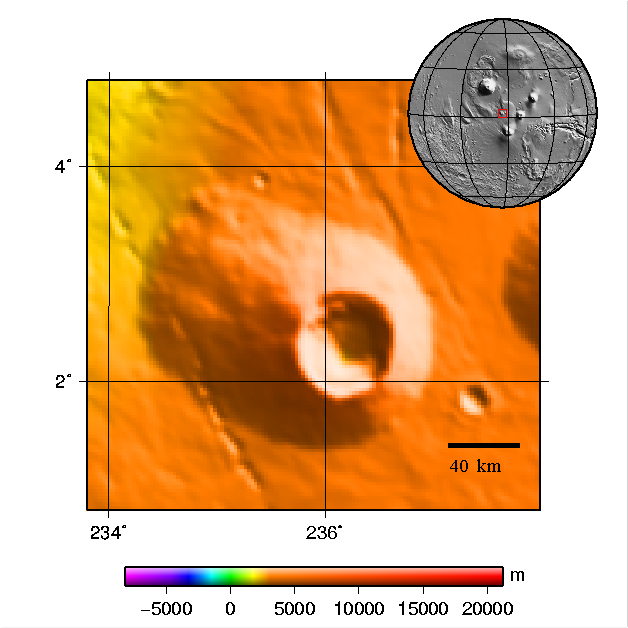
Карта высот купола Библиды